# Hippolyte Visart de Bocarmé
 (novembre 2014).
Si vous disposez d'ouvrages ou d'articles de référence ou si vous connaissez des sites web de qualité traitant du thème abordé ici, merci de compléter l'article en donnant les références utiles à sa vérifiabilité et en les liant à la section « Notes et références ».
Pour les autres membres de la famille, voir Famille Visart de Bocarmé.

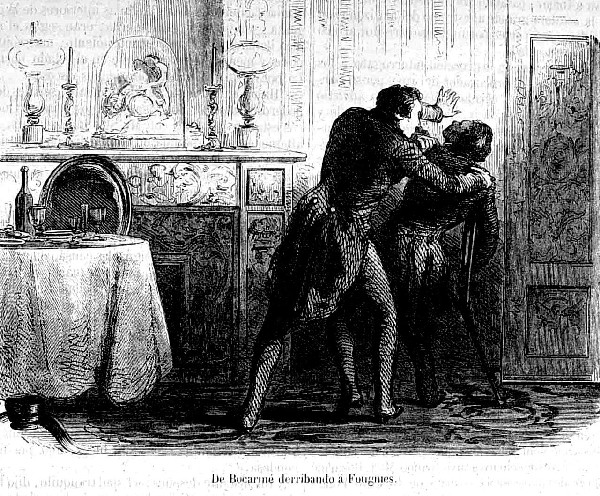
Assassinat de Gustave Fougnies.

Hippolyte Visart de Bocarmé, né en mer le 13 juillet 1818, baptisé au camp de Weltevreden, près de Batavia sur l'île de Java, guillotiné à Mons le 19 juillet 1851, est un assassin belge.

## Les faits
Alfred Julien Gabriel Gérard « Hippolyte » Visart de Bocarmé (qui ne fut jamais comte, son père lui ayant survécu, mais qui portait néanmoins ce titre de noblesse dans les actes officiels d'état civil tel son acte de mariage), était le fils du comte Julien Visart de Bury et de Bocarmé (1787-1851) et de la comtesse Ida du Chasteler (1797-1873). Il naquit en mer le 13 juillet 1818, et fut inscrit  au camp de Weltevreden (en) près de Batavia, à Java,. 
Il épousa à Peruwelz le 5 juin 1843 Lydie Victoire Josèphe Fougnies (née en 1818), et comptait fermement sur l'héritage de cette fille de riche propriétaire. Pour en capter la totalité, il fallait que meure aussi vite que possible le frère de sa femme, Gustave Adolphe Joseph Fougnies, handicapé physique et maladif, demeuré célibataire. Mais voilà que sur le tard, celui-ci envisageait de se marier avec une aristocrate désargentée. Financièrement aux abois, poursuivi par ses créanciers, ses intérêts s'opposant à cette union, il espérait hériter de son beau-frère. Il prépara un mélange contenant de la nicotine en forte quantité et l'administra à Gustave Fougnies, lors d'une visite de celui-ci au château de Bitremont, à Bury. Gustave mourut dans d'affreuses souffrances.

## L'enquête
La mort de Gustave semblant suspecte, les autorités ouvrirent une enquête. L'analyse chimique des organes de la victime, prélevés par trois médecins, faite par le chimiste belge Jean Servais Stas, révéla l'empoisonnement de la victime. On détecta la présence de la substance empoisonnée par ajout de potasse dans une préparation faite à base des viscères du défunt. Hippolyte Visart de Bocarmé et sa femme furent aussitôt suspectés.

## Le procès
Visart de Bocarmé et son épouse furent jugés par la Cour d'assises de Mons. N'ayant jamais avoué, Hippolyte fut néanmoins condamné à la peine de mort, le 14 juin 1851. La culpabilité de Lydie Fougnies n'ayant pu être établie, elle fut acquittée. Elle hérita par la suite des biens de son frère : terres, fonds, ainsi que du château de Grandmetz et se remaria avec un sieur van Deurne. Les Archives de l'État à Mons conservent trois liasses relatives à ce procès.

## L'exécution
Malgré (ou à cause de) ses titres de noblesse, le roi Léopold Ier refusa à plusieurs reprises de le gracier. Le vicomte Hippolyte Visart de Bocarmé fut condamné à la guillotine et décapité par le bourreau Jean Joseph Guillaumez sur la Grand-Place de Mons.

## Descendants
Hippolyte Visart eut quatre enfants :
- Rodolphe, qui mourut à la naissance en 1844 ;
- Robert (1844-1907) émigra au Canada et y épousa Lucy Simonds (1852-1906) avec qui il eut treize enfants, à l'origine d'une nombreuse progéniture ;
- Mathilde (1848-1914) se fit religieuse (par pénitence pour le crime commis par son père ?) et devint supérieure des Dames de la Visitation ;
- Rose (1849-?).

### Médiagraphie

#### Documentaire télévisé
- L'affaire de Bitremont, le 29 mai 1956, dans En votre âme et conscience sur RTF Télévision.